# Hakama
Hakama (袴, hákámá) é um tipo de vestimenta tradicional japonesa. Cobre a parte inferior do corpo e se assemelha a uma calça larga.
Existem dois tipos de Hakama:
- Inteiriço - como uma saia, utilizado sobre Quimono longo e especialmente em cerimônias formais;
- Dividido - como calças, o umanori (馬乗り, "Hakama de equitação").

Originalmente eram usados por samurais para proteger as pernas enquanto andavam a cavalo. A pé, o Hakama esconde as pernas, tornando mais difícil prever a movimentação, dando assim vantagem em combate.
Hoje em dia, Hakamas são usados apenas em situações extremamente formais, como a cerimônia do chá, casamentos e funerais; também por atendentes de templos xintoístas e por praticantes de certas artes marciais japonesas, como aikido, iaido, kenjutsu, kendo, kyudo.

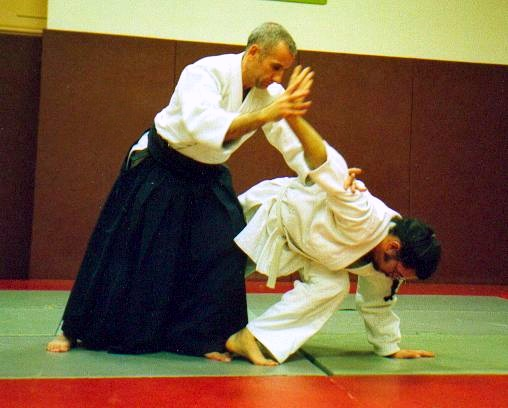
Praticante de Aikido usando Hakama (à esquerda)

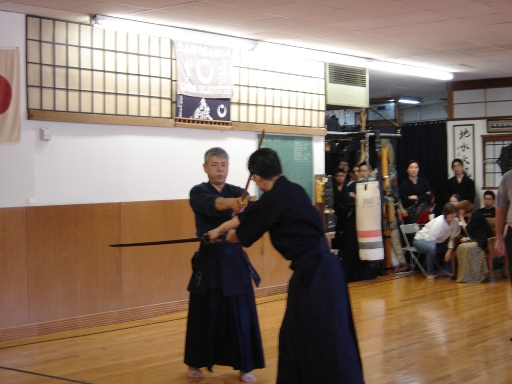
Praticante de Kendo usando Hakama